# Rotaliellidae
Rotaliellidae es una familia de foraminíferos bentónicos de la superfamilia Discorboidea, del suborden Rotaliina y del orden Rotaliida. Su rango cronoestratigráfico abarca el Holoceno.

## Clasificación
Rotaliellidae incluye a los siguientes géneros:
- Metarotaliella
- Rotaliella